# リゾート計画
『リゾート計画』（リゾートけいかく）は、嘉門タツオ（旧名・嘉門達夫）の5枚目のオリジナル・アルバム。1990年7月21日にビクター音楽産業から発売。

## 概要
前作『嘉門達夫全曲集』から7か月振りに発売。

## 収録曲
1. 温度
作詞・作曲：嘉門達夫、編曲：工藤隆
2. コミュニケーション
作詞・作曲：嘉門達夫、編曲：工藤隆
3. 夏でスカ
作詞・作曲：嘉門達夫、編曲：工藤隆
4. 温泉はリバーサイド
作詞：嘉門達夫・杉本つよし、作曲：嘉門達夫、編曲:工藤隆
井上陽水の『リバーサイドホテル』からヒントを得た。
5. 勝手にシンドバッド
作詞：桑田佳祐・嘉門達夫、作曲：桑田佳祐、編曲：工藤隆
12枚目のシングル。
6. ペンション2
作詞・作曲：嘉門達夫、編曲：工藤隆
4枚目のシングル「哀愁の黒乳首/ペンション」収録のリメイク。
7. プール
作詞：嘉門達夫・小林仁、作曲：嘉門達夫、編曲：難波弘之
8. ふたりの昆虫採集
作詞・作曲：嘉門達夫、編曲：工藤隆
相原勇が参加する。
9. 映画の窓 Part I
作詞：嘉門達夫、作曲・編曲：工藤隆
10. 映画の窓 Part II
作詞：嘉門達夫、作曲・編曲：工藤隆
11. 怒りのメドレー
作詞：嘉門達夫、作曲：嘉門達夫・工藤隆、編曲：工藤隆
12. 夏のサマー
作詞・作曲：嘉門達夫、編曲：工藤隆
12枚目シングル「勝手にシンドバッド」カップリング曲。
13. 映画の窓 Part III
作詞：嘉門達夫、作曲・編曲：工藤隆
14. 映画の窓 Part IV
作詞：柿添尚弘、作曲・編曲：工藤隆
15. 無敵の日本海外旅行
作詞：嘉門達夫・岡田妙子、作曲：嘉門達夫、編曲：工藤隆
16. ゲーム
作詞：杉本つよし、作曲：嘉門達夫、編曲：工藤隆
17. ジミー&ハデー (リゾート篇)
作詞・作曲：嘉門達夫、編曲：嘉門達夫&Mother Goose
13枚目のシングル「やってミソ!」C/W曲としてシングルカット。